# Peter Hess (Gemmenschneider)
Peter Hess (* Dezember 1709 in Frankfurt am Main; † 1782 in Kassel) war ein deutscher Gemmenschneider und Musivkünstler.
Er war der Sohn des Frankfurter Gemmenschneiders Johann Benedikt Hess d. J. (1672–1736), Enkel des ebenfalls in Frankfurt arbeitenden Glasschneiders Johann Benedikt Hess d. Ä. (1636–1674) und Urenkel des aus Böhmen nach Frankfurt gekommenen Glasschneiders Johannes Hess.
Er lernte seine Kunst von seinem Vater, dessen Werkstatt er nach dessen Tod fortführte, und erwarb sich einen sehr guten Ruf für seine Intaglien und Kameen. 1746 folgte er dem Ruf Wilhelms VIII., des Regenten und späteren Landgrafen von Hessen-Kassel, die von Giovanni Francesco Guerniero begonnene, aus bunten Schmucksteinen gearbeitete Mosaiktafel mit der Stadt Sankt Goar und den Burgen Rheinfels und Katz zu vollenden, und siedelte um nach Kassel. Es handelte sich um eine etwa 1,80 × 1,20 m große Marmortafel mit einer ovalen Abbildung von Sankt Goar, Rheinfels und Katz aus Mosaiksteinen wie Jaspis, Onyx, Lapislazuli, Chalcedon, Achat etc., umgeben von einer rechteckigen, erhabenen Umrandung mit Trophäen, Waffen und Kartuschen und mit Brustbildern hessischer Fürsten in den Ecken. Landgraf Karl hatte 1693 nach dem Entsatz von Rheinfels und bei seiner Italienreise die Idee dazu, aber drei verschiedene Künstler hatten das geplante Kunstwerk noch immer nicht vollendet. Auch Peter Hess brachte es nicht zu Ende. Er starb im Herbst 1782 in Kassel.